# Bataille de Trevilian Station
Guerre de Sécession
Batailles
Campagne terrestre
- Wilderness
- Spotsylavnia C.H.
- Yellow Tavern
- Meadow Bridge
- North Anna
- Wilson's Wharf
- Pamunkey
- Haw's Shop
- Totopotomoy Creek
- Old Church
- Cold Harbor
- James River
- Trevilian Station
- Saint Mary's Church

La bataille de Trevilian Station est une bataille de la guerre de Sécession qui s'est déroulée les 11 et 12 juin 1864, durant l'Overland Campaign lancée par Ulysses Simpson Grant contre l'armée de Virginie du Nord du général Robert Lee. Trevilian Station fut la plus importante bataille de cavalerie de la guerre de Sécession. La cavalerie de l'Union, commandée par Philip Sheridan, y fut défaite par celle des États confédérés, dirigée par Wade Hampton III et Fitzhugh Lee.

## Situation avant la bataille
Au cours des journées précédant le 5 juin 1864, le général Grant chercha à détruire l'armée de Virginie du Nord du général confédéré Robert Lee, ce qui devait conduire à la chute de Richmond, la capitale des États confédérés. À l'approche des élections présidentielles, Grant commençait à ressentir des pressions politiques. Il sentit qu'il lui serait impossible de diviser ses troupes ou de remanier son état-major sans d'abord peser les éventuelles conséquences politiques. Toutefois, il avait besoin d'une victoire afin d'augmenter le moral de ses armées après les durs combats de Spotsylvania et la désastreuse défaite de Cold Harbor.
Ces combats s'étaient déroulés dans les alentours de la capitale confédérée (14 miles, soit une vingtaine de km environ). Grant imagina un plan lui permettant d'atteindre ses deux objectifs. Il prévoyait de déplacer son armée, forte de 100 000 hommes, vers le sud, en traversant la James River, afin de capturer le nœud ferroviaire de Petersburg, tandis que ses unités de cavalerie, sous le commandement du major-général Philip Sheridan, frapperaient les installations de la compagnie de chemin de fer Virginia Central Railroad plus au nord, dans le comté de Louisa. Le plan comportait deux objectifs : d'abord, éloigner la cavalerie de l'armée confédérée afin que l'infanterie de Grant puisse prendre position sans être vue ; puis détruire les voies de chemin de fer menant à Richmond pour couper le ravitaillement en provenance de la vallée de Shenandoah, vital pour l'armée de Lee. De plus, Grant apprit la victoire de major-général David Hunter face au confédéré William E. "Grumble" Jones. Hunter pourrait maintenant déplacer ses troupes vers l'est et rejoindre Sheridan, afin de menacer le flanc ouest de l'armée de Lee.
Le matin du 7 juin, Sheridan et ses deux divisions de cavalerie, commandées par Alfred Torbert et David McMurtrie Gregg, quittèrent Cold Harbor en direction du nord, suivant la rivière North Anna, qu'ils devaient traverser pour détruire les voies de chemin de fer. Ils marchèrent durant deux jours malgré la chaleur de l'été qui épuisait leurs chevaux. Plusieurs durent même être abattus par l'arrière garde. Le 10 juin, Sheridan était à peine à 3 miles de Trevilian. Les cavaliers de l'Union rencontrèrent peu de résistance durant leur marche, mais celle-ci s'intensifia à partir du 10 juin. Lorsqu'il se heurta à des tirailleurs, Sheridan réalisa qu'il avait été battu dans la course vers Trevilian. Dès le 8 juin, le général confédéré Robert Lee avait appris que Sheridan faisait mouvement, et avait envoyé deux divisions de cavalerie, sous les ordres de Wade Hampton III et Fitzhugh Lee, afin de l'intercepter. Sheridan devait prendre position sans être détecté, les cavaliers Confédérés n'étaient pas astreints aux mêmes contraintes et avaient atteint Trevilian un jour avant son arrivée
.

## Forces en présences

### Union
Le corps de cavalerie de l'armée du Potomac de l'Union, commandé par le major général Philip H. Sheridan, commence son raid avec deux de ses trois divisions, soit 9 286 hommes organisées comme suit :
- Première division de cavalerie, commandée par le brigadier général Alfred T. A. Torbert, comprend les brigades commandées par les brigadiers généraux George A. Custer et Wesley Merritt, et le colonel Thomas C. Devin.
- Deuxième division de cavalerie, commandée par le brigadier général David McM. Gregg, comprend les brigades commandées par le brigadier général Henry E. Davies, Jr., et le colonel J. Irvin Gregg (cousin du général Gregg).
- Brigade d'artillerie à cheval, commandée par le capitaine James M. Robertson, comprend six batterie d'artillerie avec 20 canons.

La troisième division de Sheridan, commandée par le brigadier général James H. Wilson, reste à Cold Harbour avec l'armée du Potomac, sous la supervision de commandant de l'armée, le major général George G. Meade. Elle accompagne l'armée pendant sa marche sur Petersburg. Sheridan laisse derrière avec Wilson les hommes de ses deux autres divisions qui n'ont pas de moutures.

### Confédérés
Le corps de cavalerie de l'armée de Virginie du Nord confédérée est sans commandant formel, à la suite de la mort du major général J.E.B. Stuart en mai. L'officier de cavalerie le plus ancien s'opposant à la force de Sheridan est le major général Wade hampton. Hampton est nommé formellement commandant du corps de cavalerie le 11 août 1864. Le commandement de Hampton comprend 6 762 hommes, organisé comme suit :
- Division de Hampton, commandée par Wade Hampton, comprend les brigades commandées par les brigadiers généraux Thomas L. Rosser et Matthew C. Butler, et le colonel Gilbert J. Wright. La brigade de Rosser est aussi connue sous l'appellation de brigade de Laurel. Wright commande la brigade de Young, appelée en fonction de son ancien commandant, le brigadier général M. B. Young.
- Division de Fitzhugh Lee, commandée par le major général Fitzhugh Lee (neveu du général Robert E. Lee), comprend les brigades des brigadiers généraux Williams C. Wickham et Lunsford L. Lomax, et un commandement indépendant avec le 1st Maryland Cavalry Battalion, commandé par le colonel Bradley T. Johnson, et la Baltimore Light Artillery.
- Bataille d'artillerie à cheval, commandé par le commandant James Breathed, comprend quatre batterie d'artillerie. La force totale d'artillerie d'Hampton est de 14 guns.

Le reste du corps de cavalerie - la division de Rooney Lee, commandée par le major général W.H.F. "Rooney" Lee (fils de Robet E. Lee), un commandement indépendant de cavalerie sous les ordres du brigadier général Martin Gary, et le plus gros de l'artillerie à cheval - reste avec l'armée pendant le raid de Sheridan.

## Bataille
À l'aube du 11 juin 1864, Wade Hampton fut réveillé par ses aides de camp. L'ennemi était en vue. Lorsqu'on lui demanda que faire, il répondit : « Je propose que nous nous battions ! »,.
Hampton mit en place un plan de défense des installations de chemin de fer, il prévoyait de diviser ses forces afin de converger sur l'ennemi, qui avait pris position à un carrefour. L'une des divisions attaquerait le flanc de Sheridan, repoussant les cavaliers de l'Union vers la rivière North Anna. Hampton prit deux de ses brigades, avec une troisième placée sur sa gauche afin de protéger son flanc : l'autre division, dirigée par Fitzhugh Lee, avancerait depuis Louisa et constituerait le flanc droit de l'attaque.
Les forces fédérales et confédérées firent mouvement en même temps, deux des brigades de Torbert avancèrent sur la route menant à Trevilian Station, la troisième, sous les ordres de George Armstrong Custer, et accompagnée de l'une des brigades de Gregg, avança en direction de Louisa. Le premier contact eut lieu sur la route de Trevilian Station, lorsque l'une des brigades d'Hampton rencontra les éclaireurs de Torbert. Hampton fit mettre pied à terre et repoussa l'ennemi, certain que Fitzhugh Lee apparaîtrait sur sa droite d'un moment à l'autre. Malgré tout, Hampton était en infériorité numérique et il dut bientôt reculer. La seconde de ses brigades se joignit au combat, qui se déroulait dans des broussailles épaisses, mais ils durent également reculer, alors qu'ils étaient à proximité de Trevilian Station
.
Fitzhugh Lee avait rencontré deux brigades de l'armée de l'Union à la sortie de Louisa. En infériorité numérique, il choisit de se diriger vers Trevilian Station. La brigade de Custer, qui semblait avoir disparu, avait également fait mouvement vers Trevilian Station. Custer se trouvait maintenant entre les divisions confédérées. Trevilian Station était désert, seuls les wagons de ravitaillement des Confédérés, contenant munitions, nourriture et des centaines de chevaux, s'y trouvaient. Custer tenta de capturer le tout, et ce faisant fut coupé des forces de Sheridan. Hampton envoya une brigade afin de protéger Trevilian Station, les unités de Fitzhugh Lee s'y rendirent également, venant de Louisa. Custer se retrouva attaqué de toute part. Il emprunta la route de Gordonsville, attirant à lui ses adversaires. Néanmoins, il n'avait pas remarqué la présence d'une batterie d'artillerie confédérée, en position sur une hauteur située au nord de Trevilian. Celle-ci ouvrit le feu dès que les hommes de Custer furent à portée, détruisant son avant-garde. Dans le même temps, la brigade de Hampton chargeait sur son flanc droit.
George Custer était maintenant encerclé, il dut supporter des charges provenant de toutes parts, ainsi que le feu de l'artillerie confédérée. Craignant d'être débordé, et de voir l'insigne de son unité capturé par l'ennemi, il le déchira et le cacha dans son manteau. Pendant ce temps, Sheridan réalisa que les unités de Custer étaient en danger. Il fit charger ses deux brigades sur la route de Trevilian, repoussant les forces d'Hampton. La dernière brigade en route vers Louisa reçu l'ordre de faire mouvement sur le flanc droit de Fitzhugh Lee, qui était exposé, et le repoussa. Hampton se replia vers l'ouest et Fitzhugh Lee vers l'est. Lorsque la bataille prit fin, les forces du gouvernement fédéral étaient en possession de Trevilian Station. Sheridan demanda à George Custer s'il avait perdu son drapeau, mais celui-ci le sortit de son manteau et s'exclama qu'il n'en était rien.
Les hommes de Sheridan commencèrent à détruire les voies de chemin de fer de part et d'autre de la station de Trevilian ; la division de Gregg opérant vers l'est, et celle de Torbert vers l'ouest. Custer repéra les unités confédérées de Wade Hampton à deux miles à l'ouest de Trevilian. Fitzhugh Lee l'avait rejoint durant la nuit précédente après avoir fait demi-tour. George Custer fut repoussé et subit de lourdes pertes. Ayant appris qu'un corps d'armée ennemi se dirigeait vers la localité voisine de Lynchburg, Sheridan choisit de retirer ses troupes, dont les munitions commençaient à s'épuiser
.

## Conséquences
À l'issue de la bataille, les pertes de l'Union s'élevaient à 1 007  hommes : 102 tués, 470 blessés et 435 soldats disparus ou faits prisonniers. L'armée Confédérée aurait perdu 612 hommes, mais ce chiffre est incomplet et une meilleure estimation tournerait autour du millier.
Les résultats de la bataille furent contrastés. En tant que diversion, l'opération des armées de l'Union fut un succès. Le général Confédéré Robert Lee ne comprit l'intention du général Grant qu'au moment où ses forces stationnées à Petersburg furent attaquées par les troupes de l'Union. Néanmoins, la destruction des voies de la compagnie Virginia Central Railroad ne porta pas ses fruits. Deux semaines plus tard, les voies étaient réparées. Le major-général David Hunter ne put rejoindre les unités de Sheridan comme le prévoyait le plan de Grant. Défait lors de la bataille de Lynchburg, Hunter fut repoussé dans l'État du Maryland par les forces du général Confédéré Jubal Anderson Early.[réf. nécessaire]